# Günter Gerlach
Günter Gerlach (1953) es un botánico y orquidófilo alemán, y es (co) autor de varios nombres botánicos de orquídeas, incluyendo Chondroscaphe, Chondroscaphe chestertonii, Coryanthes verrucolineata, Paphinia seegeri.
Es jefe conservador del Jardín Botánico Nymphenburg de Múnich. Llevó a cabo la investigación sobre el género de orquídeas Coryanthes. La investigación lo tuvo varias veces viajando a la zona intertropical de Sudamérica.
Participa en Flora Mesoamericana, un proyecto de colaboración que tiene como objetivo identificar y describir las plantas vasculares de Mesoamérica.

## Algunas publicaciones
- günter Gerlach. 2014. Forschung an Orchideen. Eds. Botanischer Garten München und Gesellschaft der Freunde des Botanischen Gartens München 76-83
- -------------------, o.a. Pérez escobar. 2014. Looking for Missing Swans - Phylogenetics of Cycnoches (Catasetinae: Orchidaceae). Orchids 83 (7): 434-437
- -------------------. 2013. Erste "Europäische" Coryanthesart wird vorgestellt. Orchideenjournal 20 (1): 37-41
- -------------------. 2013. München Dringende Suche nach Pflanzenmaterial - ein Projekt wird vorgestellt. OrchideenJournal 20 (2): 48-51
- -------------------. 2013. La pesadilla de Lindley - La biología sexual Catasetumy Cycnoches. Lankesteriana 13 (1-2): 39-46
- -------------------. 2003.La subtribu Stanhopeinae: sus notables mecanismos de polinización, la química de sus aromas florales e implicancias en sistemática y taxonomía. Archivado el 17 de abril de 2021 en Wayback Machine. Lankesteriana 7: 104-106.

## Eponimia
Especies
- (Orchidaceae) Coryanthes gerlachiana Senghas & Seeger[1]
- (Orchidaceae) Masdevallia gerlachii Königer[2]